# Valle
Valle é um departamento nas Honduras.
Suas principais cidades são: San Lorenzo e Nacaome.
O departamento de Valle inclui as ilhas El Tigre, Meanguera e outras no Golfo de Fonseca. 
Municípios
1. Alianza
2. Amapala
3. Aramecina
4. Caridad
5. Goascorán
6. Langue
7. Nacaome
8. San Francisco de Coray
9. San Lorenzo